# Aufbau Verlag
Der Aufbau-Verlag (Eigenschreibweise aufbau verlag oder Aufbau Verlag) ist ein deutscher Publikumsverlag. Er wurde 1945 in Berlin im Auftrag des Kulturbundes zur demokratischen Erneuerung Deutschlands e. V. gegründet und wuchs bald zum größten belletristischen Verlag der DDR heran. Er hatte sich nach seiner Gründung unter Berufung auf das humanistische Erbe der deutschen Kultur auf Exilliteratur und antifaschistische Literatur sowie literaturwissenschaftliche und philosophische Themen spezialisiert. In den folgenden Jahrzehnten erweiterte sich das Verlagsprogramm unter anderem um Werke der klassischen Weltliteratur, anspruchsvolle zeitgenössische deutsche Literatur, osteuropäische und lateinamerikanische Titel sowie einzelne westeuropäische Literaturen.
Zum Aufbau Verlag gehören neben der Marke Aufbau Verlag auch die Imprints Aufbau Taschenbuch (atb), Rütten & Loening sowie Blumenbar. Der Verlag beschäftigt (Stand: 2022) 59 Mitarbeiter und veröffentlicht jährlich rund 200 Neuerscheinungen, davon 110 Taschenbücher und 150 Titel als E-Buch. Die Schwerpunkte des Verlags liegen in den Bereichen Belletristik, Sachbuch und Taschenbuch. Er ist heute Teil der Aufbau Verlagsgruppe, zu der neben dem Aufbau Verlag als weitere Aufbau Verlage die eigenständigen Töchter Die Andere Bibliothek und die Edition Braus gehören. Er hat seinen Sitz im Aufbau Haus in Berlin-Kreuzberg.

## Geschichte

Signet des Verlages bis ca. 1994

### Der Anfang
Am 16. August 1945 gründeten Kurt Wilhelm, Heinz Willmann, Klaus Gysi und Otto Schiele als Treuhänder im Auftrag des kurz vorher gegründeten Kulturbundes zur demokratischen Erneuerung Deutschlands die Aufbau-Verlags-Gesellschaft mit beschränkter Haftung, deren Geschäftsführer der Verlagsbuchhändler Wilhelm und der Verlagskaufmann Schiele wurden. Unter Paragraph 4 des Gesellschaftsvertrages stand, dass die Interessen des Kulturbundes gewahrt werden müssten, solange die Zeitschriften der Organisation und deren geförderte Publikationen bei Aufbau erschienen. Im Jahr 1946 erwarb der Kulturbund e. V. alle Geschäftsanteile der Aufbau-Verlag GmbH.
Die Lizenz (Nr. 301) für das Unternehmen erteilte die Sowjetische Militäradministration SMAD zwei Tage später, am 18. August 1945. Die Militärbehörde unterstützte das Verlagshaus und sicherte dem Unternehmen die Zuteilung von ausreichenden Mengen an Druckpapier, das nach dem Zweiten Weltkrieg schwierig zu beschaffen war.

#### Die ersten Titel
Als erste Titel wurden Heinrich Heines Versepos Deutschland. Ein Wintermärchen, Theodor Plieviers Roman Stalingrad sowie die Dokumentation Manifest und Ansprachen des Kulturbundes zur Demokratischen Erneuerung Deutschlands veröffentlicht. Plieviers Roman ging bereits nach einem Jahr in die siebente Auflage und erreichte bis Ende 1948 über 177.000 Exemplare in der Sowjetischen Besatzungszone (SBZ). Außerdem erschienen Ausgewählte Dichtungen aus der Zeit der Verbannung 1933–1945 von Johannes R. Becher, dem „Spiritus rector“ und Mitbegründer des Aufbau Verlags und ab August 1945 Präsident des Kulturbundes. Im Jahre 1948 erschien Leonid Wassiljewitsch Solowjows Schelmenroman Chodscha Nasr ed-din.

#### Das Programm der Gründerjahre
Ein Programmschwerpunkt war Literatur von Schriftstellern, die im Zuge der „Machtergreifung“ der Nationalsozialisten aus Deutschland emigrierten. Seit Mai 1948 übernahm der Verlag die Rechte sämtlicher Titel des Aurora-Verlags (außer jenen von Franz Carl Weiskopf) und veröffentlichte sie in der Aurora-Bücherei. Den Aurora Verlag hatte Wieland Herzfelde 1944 als Sprachrohr deutscher Exilautoren in den USA in New York gegründet; 1947 wurde das Unternehmen auf Grund finanzieller Nöte des Verlegers aufgelöst. Die Aurora-Bücherei enthielt unter anderem Werke von Ernst Bloch, Bertolt Brecht, Alfred Döblin, Oskar Maria Graf, Lion Feuchtwanger, Anna Seghers, Berthold Viertel, Wieland Herzfelde und Ehm Welk.

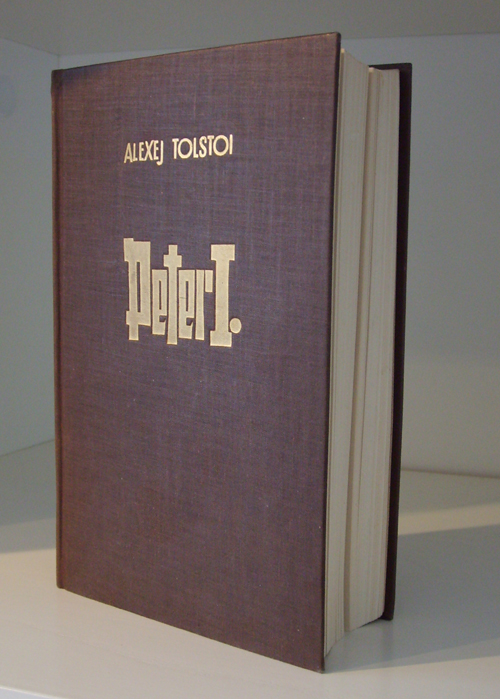
Klassischer Leineneinband der Aufbau-Werke

Im Bereich der antifaschistischen Literatur erschien 1946 Anna Seghers Roman Das siebte Kreuz, der bis 1950 eine Auflage von über 100.000 Exemplaren erlangte – neben Stalingrad ein Longseller des Hauses. Weitere Werke über Ursachen und Auswirkungen des Dritten Reichs waren Hans Falladas Jeder stirbt für sich allein (1947) und Der Irrweg einer Nation von Alexander Abusch (1946–1951: 130.000 Exemplare).
In der Anfangszeit wurden außerdem Schriften klassischer russischer und zeitgenössischer sowjetischer Autoren herausgegeben, u. a. von Anton Makarenko, Alexei Tolstoi, Maxim Gorki, Leo Tolstoi und Alexander Puschkin. Die deutschen Klassiker zogen ebenfalls in das Verlagsprogramm ein: Johann Wolfgang von Goethes Iphigenie auf Tauris, Friedrich Schillers Briefe über die ästhetische Erziehung des Menschen und Gotthold Ephraim Lessings Nathan der Weise. Die Vor- und Nachworte der Bücher betonten die humanistische Haltung der Autoren, ihren Weitblick und ihr Ethos. Klassiker sollten als Bestätigung für das eigentlich bessere Wesen der Deutschen gelten und den Lesern mit ihren beeindruckenden Lebensläufen als Vorbilder dienen.
Insgesamt waren die frühen Jahre des Verlages sehr erfolgreiche. Bis zur Währungsreform 1948 wurden fast alle Werke in Auflagen zwischen 10.000 und 30.000 Exemplaren aufgelegt und auch die Zeitschriften des Hauses (Aufbau: Kulturpolitische Monatsschrift, Sinn und Form, Aussprache und Sonntag) erreichten enorme Startauflagen (Sonntag 1946: 200.000 Stück). Damit war Aufbau das erfolgreichste belletristische Verlagshaus der Nachkriegszeit.

### Der Verlag 1949–1990
In den folgenden vier Jahrzehnten hing die Programmausrichtung von den politischen Forderungen der SED ab und spiegelte so die kulturelle Entwicklung der DDR wider. Die Mitarbeiter kämpften während der gesamten Zeit immer wieder für mehr Rechte bei der Titelauswahl und der inhaltlichen Zielsetzung.

#### 1949–1960
Ab 1951 übernahm Walter Janka stellvertretend die Direktion und wurde drei Jahre später als Nachfolger von Erich Wendt Geschäftsführer. In den 1950er Jahren veröffentlichte der Aufbau Verlag gemäß den Regierungsabsichten sozialistische, antireligiöse und marxistische Literatur. Junge Autoren, die über das Leben der einfachen Bauern und Arbeiter schrieben, sollten gefördert werden. Auf diesem Gebiet erschienen Werke wie Margarete Neumanns Der Weg über den Acker (1953).
Dennoch war der Verlag bestrebt, auch Werke der Weltliteratur westlicher Autoren herauszugeben, darunter Ernest Hemingways Der alte Mann und das Meer, Jean-Paul Sartres Die Fliegen. Die ehrbare Dirne. Nekrassow oder Marcel Prousts Auf der Suche nach der verlorenen Zeit (alle 1956/1957). Ebenso wie die zeitgleich erschienenen Publikationen von Franz Kafka und Hugo von Hofmannsthal stellten diese Bücher auf dem Buchmarkt der DDR eine kleine Sensation dar und waren schnell vergriffen. Nachdem leitende Mitarbeiter des Verlages jedoch in Verbindung mit den einsetzenden Reformen in Polen, Ungarn und der Sowjetunion eine grundlegende gesellschaftliche Veränderung in der DDR verlangten, wurde die Ausrichtung des Unternehmens wieder stärker von der Regierung kontrolliert. Der Verlagslektor Wolfgang Harich forderte eine sofortige Neuordnung des Sozialismus und die Wiedervereinigung Deutschlands unter linkem Vorzeichen. Staatschef Walter Ulbricht veranlasste daraufhin die Verhaftung von Janka und Harich wegen „innerparteilicher Fraktionsbildung und Verrat an den Klassenfeind“ und ließ sie 1957 in einem Schauprozess zu Gefängnisstrafen verurteilen. Infolgedessen wurde das Programm des Hauses schnell wieder auf sozialistische deutsche und osteuropäische Gegenwartsliteratur umgestellt und viele wichtige westeuropäische Autoren aus dem Verzeichnis gestrichen. Klaus Gysi, der Vater des Politikers Gregor Gysi, übernahm am 1. Februar 1957 die Geschäftsleitung. Der Historiker Carsten Wurm urteilte rückblickend: “Der neue Verlagsleiter Klaus Gysi betätigte sich dabei als ideologische Zuchtrute. Auch der von der Partei entsandte neue Parteisekretär, der Lektor Joachim Schreck, wirkte an der Rückführung des Hauses auf Parteilinie mit.”
Auf einer Sonderausstellung mit anderen DDR-Verlagen repräsentierte sich der Verlag 1954 erstmals auf der Frankfurter Buchmesse. Eine direkte Teilnahme an der Veranstaltung untersagte der westdeutsche Börsenverein aufgrund der Verlagsenteignung in der DDR. Ein Jahr später wurde die Aufbau Verlag „GmbH“ in einen organisationseigenen Betrieb des Kulturbundes umgewandelt und als solcher im Register der volkseigenen Wirtschaft (Handelsregister, Teil C: Register der volkseigenen Wirtschaft - kurz: HRC) eingetragen. Wichtige deutsche Schriftsteller jener Jahre waren Wolfgang Joho, Herbert Nachbar, Erwin Strittmatter und Ehm Welk.

#### 1961–1970
Zu Beginn der 1960er Jahre prägten zunehmend Werkausgaben das Verlagsprofil. 1960 kam der erste Band der großen „Berliner Ausgabe“ der Werke Goethes heraus. Ein Jahr später begründete das Haus die zehnbändige Heine-Edition sowie die größte deutschsprachige Werkreihe von Mark Twain. Bis 1990 erschienen mehrbändige Ausgaben von Lion Feuchtwanger, Heinrich Mann, Honoré de Balzac, Anna Seghers, Fjodor Dostojewski und Bertolt Brecht. Zur gleichen Zeit forderte die Hauptverwaltung Verlagswesen (HV) des Ministeriums für Kultur dazu auf, Lizenzausgaben westlicher Verlage in höherer Auflage zu drucken als vereinbart, um dadurch Devisen einzusparen.

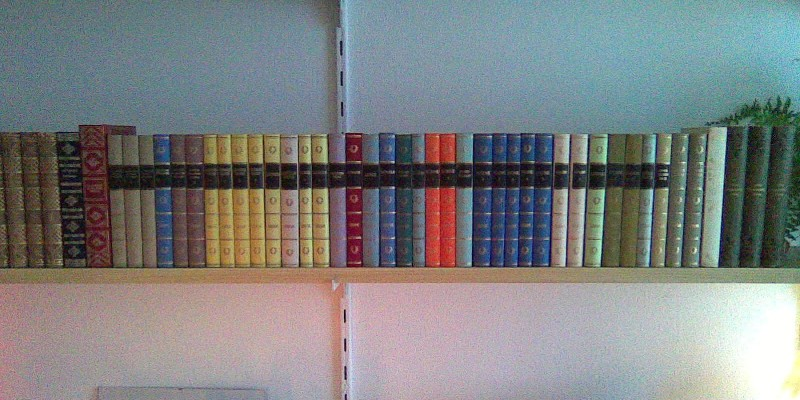
Bände aus der Bibliothek Deutscher Klassiker

Zum 1. Januar 1964 kam es auf Grund eines Beschlusses der Politbüros der SED vom 31. Juli 1962 zu einer Neuordnung der DDR-Verlagslandschaft, der sogenannten „Profilierung des Verlagswesens“, in deren Folge Aufbau Bestände und Produktion des Thüringer Volksverlags und des Arion-Verlages, Weimar, übernahm und die von den Weimarer Verlagen begründete Bibliothek deutscher Klassiker (BDK) weiterführte (über 150 Bände, Gesamtauflage mehr als 7 Millionen Exemplare). Mit dem ebenfalls in HRC eingetragenen Verlag Rütten & Loening bildete er – unter Beibehaltung der Eigentumsverhältnisse – eine Arbeitsgemeinschaft, die gemeinsam von der Hauptverwaltung Verlage und Buchhandel im Ministerium für Kultur der DDR verwaltet wurde.
Beide Verlage blieben als selbstständige, organisationseigene Betriebe in HRC eingetragen und veröffentlichten ihre Bücher unter der Bezeichnung Aufbau Verlag Berlin und Weimar bzw. Rütten und Loening, Berlin. Zu den bereits vorhandenen Lektoraten Zeitgenössische deutsche Literatur, Deutsches Erbe und Auslandsliteratur kam das Literaturwissenschaft-Lektorat hinzu, das unter der Leitung von Jürgen Jahn stand.
Zu einem weiteren Schwerpunkt wurde lateinamerikanische Literatur. Mit dem Roman Unter dem Stern des Bösen führte der Aufbau Verlag 1966 den kolumbianischen Autor Gabriel García Márquez auf den deutschen Buchmarkt ein. Im selben Jahr übernahm der bereits seit 1952 als Lektor im Hause tätige Fritz-Georg Voigt die Verlagsleitung.
Einige Publikationen von DDR-Autoren, unter anderem von Kurt Bartsch und Reiner Kunze, stießen auf Ablehnung bei der SED und wurden makuliert. 1967 erschien der erste Jahrgang des Literaturkalenders und zwei Jahre später brachte Aufbau den Debütroman Jakob der Lügner von Jurek Becker heraus.

#### 1971–1990
Mit dem Band Lesen und Schreiben wurde 1972 das gesamte Werk von Christa Wolf in das Verlagsverzeichnis übernommen. Im selben Jahr konnten Bücher von Volker Braun, die die Zensurbehörde lange verboten hatte, erscheinen. Zu jener Zeit gab der Verlag Werke von Friedrich Hölderlin (anlässlich seines 200. Geburtstags), Jo Mihaly und Eva Strittmatter heraus. Seit dem international erfolgreichen Roman Leben und Abenteuer der Trobadora Beatriz nach Zeugnissen ihrer Spielfrau Laura von Irmtraud Morgner 1974 bestimmte Literatur von Frauen das Verlagsprofil in den kommenden Jahren maßgeblich mit. Helga Königsdorf wurde mit Meine ungehörigen Träume ebenso wie Hermynia zur Mühlen mit Als der Fremde kam publiziert.
Seit Beginn der 1970er Jahre veranstaltete der Betrieb im Petrolchemischen Kombinat Schwedt einen sogenannten „Verlagstag“, auf dem Herausgeber, Schriftsteller und Lektoren den Mitarbeitern neue Bücher präsentierten. Das Projekt stieß auf große Resonanz und wurde die folgenden zwanzig Jahre weiterverfolgt.
Viele Autoren des Verlags, unter anderem Stephan Hermlin, Sarah Kirsch und Christa Wolf, protestierten 1976 gegen die Ausbürgerung des Künstlers Wolf Biermann. Infolge der Biermann-Affäre verschärfte die Regierung ihre Repressionen in Bezug auf bestimmte Schriftsteller, woraufhin Kurt Bartsch, Günter Kunert, Joachim Seyppel und weitere Stammautoren des Aufbau Verlags die DDR verließen. Die von der Regierung 1979 erteilten „Instruktionen zum einheitlichen Vorgehen aller kulturpolitischen Institutionen im Umgang mit Autoren“ beeinträchtigten die Verlagsarbeit, da darin festgelegt wurde, dass Schriftstellerverbände, Verlage und andere kulturelle Einrichtungen möglichst frühzeitig bei der Entstehung neuer Werke „politisch-ideologisch“ eingreifen sollten. Trotzdem wurden im Haus immer wieder kritische Texte herausgegeben, beispielsweise setzte die Verlagsleitung 1980 die Veröffentlichung von Erwin Strittmatters Wundertäter. Dritter Band gegen die Zensurbehörden durch.
Zum 100. Todestag von Fjodor Dostojewski veröffentlichte man 1981 den ersten Band der insgesamt 20-bändigen Werkausgabe. Ein Jahr später erlangte Christoph Heins Novelle Der fremde Freund international großes Ansehen. In Gedenken an die Bücherverbrennung während der Zeit des Nationalsozialismus erschien 1983 Heinrich Manns Essayband Der Haß. Ebenfalls in diesem Jahr übernahm Elmar Faber die Geschäftsleitung, der bis dahin die Edition Leipzig betreut hatte.
Zu seinem 40. Jubiläum im Jahr 1985 hatte der Aufbau-Verlag Werke aus 55 Ländern im Programm. Texte von Autoren, deren Weltrechte der Verlag besaß, wurden in alle bedeutenden Sprachen übersetzt. Deutlich war auch das nachhaltige Engagement des Verlages für jüdische Schriftsteller wie Lion Feuchtwanger, Anna Seghers, Arnold Zweig und Heinrich Heine.
Neben einer dreibändigen Auswahl Ingeborg Bachmanns erschienen Ende der 1980er Jahre anlässlich Bertolt Brechts 90. Geburtstag die ersten Bände der Großen Berliner und Frankfurter Ausgabe, ein Gemeinschaftsunternehmen mit dem Suhrkamp Verlag. 1985 entschied das Haus, Christoph Heins Buch Horns Ende ohne Bewilligung der Zensurbehörden zu drucken. Gegen Ende der DDR gründete der Verlag die Serie Aufbau – Außer der Reihe, die jungen, unangepassten Literaten als Forum diente.
Im letzten Jahr der DDR verlautbarte die Hauptverwaltung Verlage und Buchhandel 1989 eine vereinfachte Regelung bei der Druckgenehmigung. Die Herausgaben einiger Prosastücke von Uwe Johnson gingen in den Wirren des Zusammenbruchs der DDR unter und auch die Veröffentlichung von Fritz Rudolf Fries’ Roman Der Weg nach Oobliadooh wurde kaum registriert.
Als der provisorische Vorstand der SED/PDS in einem Zeitungsartikel Zahlen und Fakten zum Parteivermögen am 14. Juni 1990 im Neuen Deutschland verkündete, dass der Aufbau Verlag neben anderen bedeutenden Verlagen Parteieigentum sei, protestierten viele wichtige Autoren des Hauses, die bisher der Ansicht gewesen waren, dass der Aufbau Verlag zum Kulturbund gehörte. Einige wollten sogar ihre Verlagsverträge kündigen, konnten aber schnell beruhigt werden. Der Vorstand der PDS hatte schon am 11. Januar 1990 beschlossen, den Verlag von Partei- in Volkseigentum zu übergeben. Am 14. März 1990 unterzeichnete das Ministerium für Kultur ein Übernahme-/Übergabeprotokoll, nach dem der Verlag „ohne Wertersatz“ rückwirkend zum 1. Januar 1990 in Volkseigentum übertragen werden sollte. Am 2. April unterschrieb die PDS, stellte aber die Bedingung, dass bei einem Weiterverkauf des Verlages 16 987 Millionen Mark an die PDS fällig würden, was das Ministerium zurückwies. Gleichwohl wurde der in HRC als organisationseigener Betrieb eingetragene Aufbau Verlag mit Wirkung zum 1. Juli 1990, als ob er ein VEB gewesen wäre, vermeintlich in eine „GmbH im Aufbau“ (GmbH i. A.) im Eigentum der Treuhandanstalt umgewandelt. Der Bundesgerichtshof entschied im Jahr 2008 in letzter Instanz, dass der Aufbau Verlag nie Eigentum der SED war, daher nie Volkseigentum war, daher eine Umwandlung nach Treuhandgesetz nicht stattgefunden hat. Die vermeintlichen Anteile an der vermeintlichen Aufbau Verlag GmbH i.A. existierten deshalb nicht. Der Aufbau Verlag blieb bis zum Verkauf durch den Kulturbund an den Verleger Bernd F. Lunkewitz im Jahr 1995 Eigentum des Kulturbundes.
Zum 1. Juli 1990, nach ihrer Bestätigung durch die Treuhandanstalt, übernahmen die vermeintlichen Geschäftsführer der vermeintlichen Aufbau Verlag GmbH i.A. Elmar Faber, Peter Dempenwolf und Gotthard Erler die Geschäftsleitung des Verlages.
Bis zur Währungsunion der beiden deutschen Republiken am 1. Juli 1990 konnte der Aufbau Verlag rund 4500 Erstauflagen in 125 Millionen Exemplaren (Titel von Rütten & Loening ausgenommen) vorweisen. Die Umstellung auf das marktwirtschaftliche System brachte dem Unternehmen vor allem wegen der Konkurrenz aus den alten Bundesländern herbe Verluste. Außerdem hatte der Verlag viele Schriftsteller nur in Lizenzausgaben gedruckt und besaß von seinen Hausautoren und Klassikertiteln keine lieferbaren Bestände. Das Sachbuch Der Sturz (Gespräche von Reinhold Andert und Wolfgang Herzberg mit Erich Honecker) wurde zum ersten Erfolg nach der Währungsunion.

#### Die Buchreihen des Verlages von 1951 bis 1991

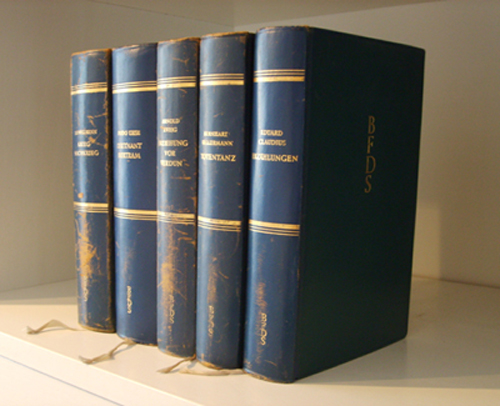
Bände der BFDS von 1951

Im Jahr 1951 übernahm das Unternehmen die Reihe Bibliothek fortschrittlicher deutscher Schriftsteller (BFDS) vom Volk und Wissen Verlag. Diese Reihe sollte eine repräsentative Sammlung von Werken der ersten Jahrhunderthälfte darstellen und die Barriere zwischen Arbeitern und Literatur abbauen. Hier erschienen Werke mit sozialistischen und linksbürgerlichen Inhalten, unter anderem von Arnold Zweig, Friedrich Wolf und Bertolt Brecht. Die Bücher wurden in einer Auflage von 30.000 Exemplaren gedruckt und konnten so zum Preis von drei bis sechs Mark angeboten werden. Für die Ausstattung wurden Wieland Herzfelde und John Heartfield gewonnen.
Die Deutsche Volksbibliothek (DVB) wurde 1953 gegründet, deren Bände 2,85 Mark kosteten. Das Programm der DVB hielt sich nach allen Seiten offen und enthielt deutsche Literatur der Klassik und des literarischen Realismus, linksbürgerliche Schriften des 20. Jahrhunderts sowie sozialistische Gegenwarts- und Weltliteratur. Die Reihe wuchs in ihrem 14-jährigen Bestehen auf 118 Titel an und verhalf tatsächlich vielen Arbeitern, sich die Grundlage für eine eigene Bibliothek zu schaffen.
Mit der Folge bb für „Billige Bücher“ rief Aufbau 1958 seine erste Taschenbuchreihe ins Leben, die bis 1991, der Gründung des Aufbau-Taschenbuchverlags, 622 Titel in einer Gesamtauflage von 39,5 Millionen Exemplaren präsentierte. Das Spektrum der Bücher entsprach im Wesentlichen dem sonstigen Programm des Verlages, es gab allerdings vereinzelt auch Erst- oder sogar Alleinauflagen hier (letzteres z. B. Gedächtnis mit Flügeln von Romain Gary).
Weitere wichtige Reihen waren Romane der Weltliteratur (zusammen mit Rütten & Loening, 1951–1957), Bibliothek deutscher Klassiker, die Philosophische Bücherei (1954–1957), Bibliothek der Weltliteratur (1962–1991), Bibliothek der Antike mit einer Griechischen und einer Römischen Reihe. Die Edition Neue Texte (1972–1991) galt als Plattform für experimentelle deutsche und ausländische Texte, in der unter anderem Werke von Erwin Strittmatter, Heinz Kahlau und François Bon veröffentlicht wurden.

#### Verlagsarchiv bis 1990
Die Dokumente des Verlags aus der Zeit von 1945 bis zur Wende sind Eigentum des ehemaligen Verlegers Bernd F. Lunkewitz und befinden sich als Leihgabe in der Berliner Staatsbibliothek. Sie umfassen mehr als eine Million Blätter von der Nachkriegszeit bis 1990. Eine Filmkopie der Archivalien wird im Barbarastollen bei Freiburg im Breisgau aufbewahrt. Außerdem sind die Unterlagen in digitalisierter Form der Forschung zugänglich.

### Der Verlag 1991–2008

Signet des Verlags von 1994 bis 2010

#### Privatisierung, Expansion und Eigentumsverhältnisse
Am 18. September 1991 kaufte der Frankfurter Immobilien-Unternehmer Bernd F. Lunkewitz (1967–1969 für die KPD/ML aktiv) die Geschäftsanteile an der Aufbau Verlag GmbH i.A. und der Rütten & Loening GmbH i.A. von der Treuhandanstalt.
Zusätzliche Gesellschafter waren damals Thomas Grundmann, Eberhard Kossack und Ullrich Wechsler. Der Zweigbetrieb in Weimar wurde bereits vorher geschlossen. Der Aufbau-Taschenbuch-Verlag wurde gegründet. Nachdem Elmar Faber das Haus verlassen hatte, übernahm Lunkewitz selbst die Leitung der Verlage und richtete die Programme neu aus. Der Aufbau-Verlag blieb als Flaggschiff ein Programmverlag anspruchsvoller klassischer und moderner Literatur, Rütten & Loening wurde zu einem Verlag für gehobene Unterhaltung. Erwin Strittmatters Alterswerk Der Laden. Dritter Teil wurde 1992 besonders im Osten Deutschlands ein Erfolg des Aufbau-Verlages, während der Buchabsatz im Westen weiterhin kritisch blieb.
Im Jahr 1993 erwarb Lunkewitz den Gustav Kiepenheuer Verlag, Leipzig, von der Treuhandanstalt. René Strien, vorher Lektor bei Bastei-Lübbe, wurde 1995 Leiter des Verlages Rütten & Loening, der im Zuge der Neuordnung der Unternehmensgruppe die Literaturzeitschrift Sinn und Form an den Aufbau-Verlag abgab.
Einen der größten Erfolge nach der Übernahme von der Treuhandanstalt landete der Verlag 1995 mit den Tagebüchern von Victor Klemperer Ich will Zeugnis ablegen bis zum letzten. Auch Bücher von Brigitte Reimann und Alfred Kerr konnten in hohen Auflagen vertrieben werden. Da 1995 auch Rütten & Loening und anschließend der Aufbau-Taschenbuch-Verlag mit dem Roman Die Päpstin einen außergewöhnlichen Erfolg hatte (insgesamt mehr als fünf Millionen verkaufte Exemplare), schrieb die Verlagsgruppe ab diesem Jahr zum ersten Mal nach der Wende schwarze Zahlen.
Seit 1995 wurde die Verlagsarbeit aber durch erhebliche Unsicherheiten über die Eigentumsverhältnisse am Verlag und insbesondere an den Verlags- und Urheberrechten belastet. Durch Angaben der Unabhängigen Kommission zur Überprüfung des Vermögens der Parteien und Massenorganisationen der DDR entstand im September 1994 der Verdacht, dass die Privatisierung der Verlage durch die Treuhandanstalt gescheitert sein könnte und der Aufbau-Verlag noch immer Eigentum des Kulturbundes ist, der sich unter treuhänderischen Verwaltung der in BvS umbenannten Treuhandanstalt befand. Nachdem die BvS dies kategorisch abstritt und alle Forderungen abgelehnt hatte, kaufte der Verleger Bernd F. Lunkewitz nunmehr vom Kulturbund die Geschäftsanteile an der alten Aufbau Verlag GmbH, bzw. das Vermögen des Aufbau-Verlages, und alle gegen die BvS entstandenen Schadensersatzansprüche. Die nachfolgende Prozessführung gegen die BvS, der damit zusammenhängende Zeitaufwand und die erheblichen Kosten, beeinträchtigen den Verlag schwer.
Im Frühjahr 1999 wurde auf Initiative von Aufbau und des Südwestrundfunks Der Audio Verlag gegründet, der bereits im Herbst desselben Jahres eine Auswahl von 34 Titeln in seinem Verzeichnis aufführte. Schon vorher hatte Aufbau in seinem Buchsegment Hörbücher herausgegeben.
Ende 2003 stellte Lunkewitz die selbstständige Tätigkeit des Gustav Kiepenheuer Verlags ein, der seitdem vom Aufbau-Verlag als „Segment mit eigener Programmleitung“ geführt wird.
Im Jahr 2005 machte die Aufbau-Verlagsgruppe einen Gesamtumsatz von 16 Millionen Euro.
Im März 2008 entschied der Bundesgerichtshof nach 13 Jahren Prozessführung in letzter Instanz, dass der Aufbau-Verlag immer noch dem Kulturbund gehört, er sich also nie in Volkseigentum befand und damit auch nicht im Eigentum der Treuhandanstalt. Daher hatte 1991 die Treuhandanstalt unrechtmäßig den Verlag an die Investorengruppe um Lunkewitz verkauft. Da einige der Beamten gemäß ihren Aktenvermerken von der wahren Eigentümerschaft wussten, verklagt Lunkewitz seit 2009 die Bundesanstalt für vereinigungsbedingte Sonderaufgaben (BvS) auf einen Schadensersatz von 27 Millionen Euro; dieser Betrag entspricht der Summe seiner bis dahin in den Verlag getätigten Investitionen.
Am 30. Mai 2008 stellte die Geschäftsführung der Aufbau Verlagsgruppe GmbH beim Amtsgericht Charlottenburg Antrag auf die Eröffnung eines Insolvenzverfahrens, nachdem der Verleger Bernd Lunkewitz das Ende seiner finanziellen Unterstützung der Aufbau-Verlagsgruppe GmbH aus privaten Mitteln ankündigte. Das Insolvenzverfahren wurde am 1. September 2008 eröffnet. Am 13. Oktober 2008 wurde gemeldet, der Verlag stehe unmittelbar vor einer Übernahme. Seither führt der Investor Matthias Koch den Aufbau Verlag mit den dazugehörigen anderen Verlagen weiter.

#### Das Verlagsprogramm nach 1990

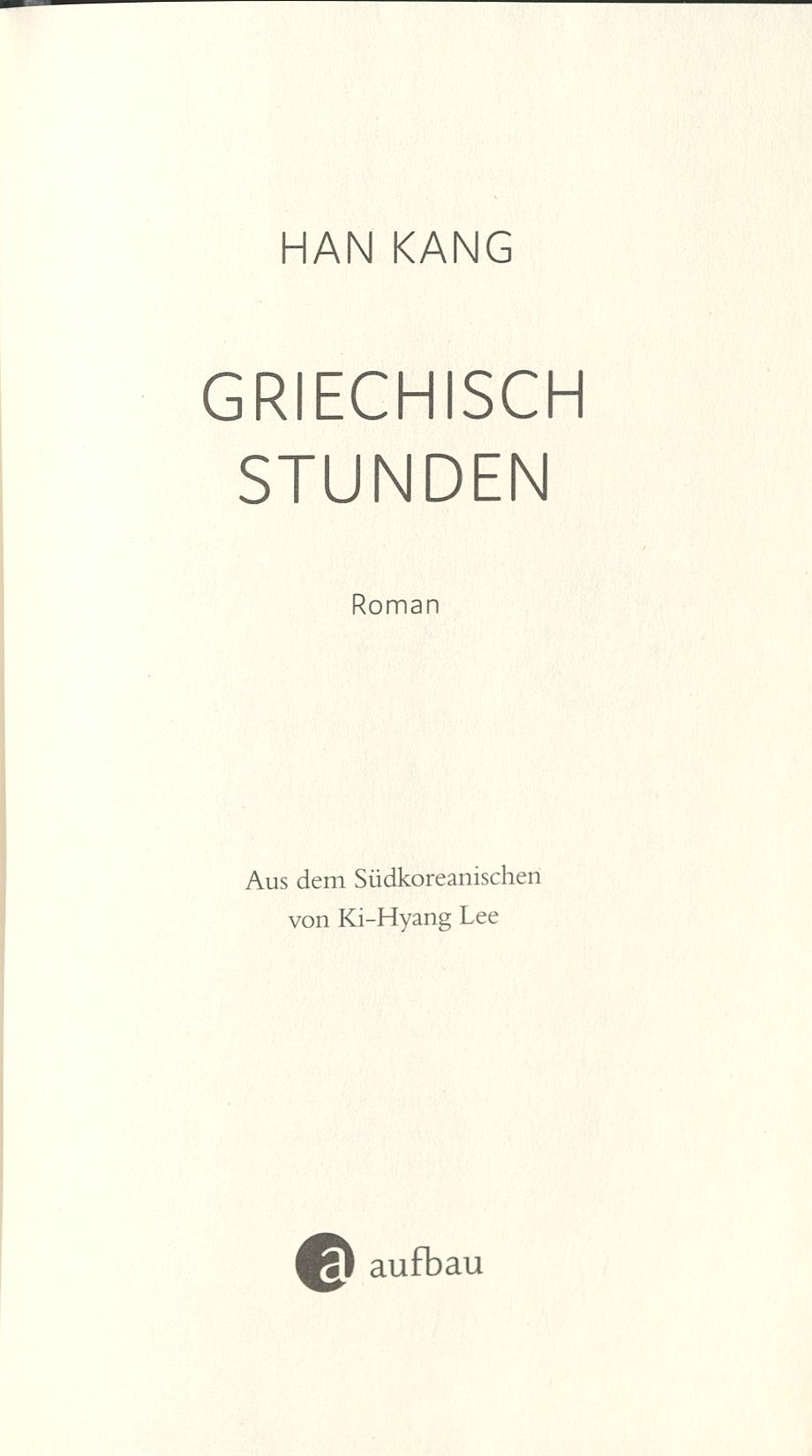
Han Kang: Griechischstunden (2024)

Einige Programmpunkte wie Klassiker der Weltliteratur oder Editionen lateinamerikanischer Autoren wurden über 1990 hinaus beibehalten. Einige der zu DDR-Zeiten wegen des Papiermangels nie vollständigen Werkausgaben von Dostojewski, Egon Erwin Kisch, Turgeniew, E. T. A. Hoffmann wurden komplett herausgegeben. Die Gesamtausgaben von Autoren wie Bertolt Brecht, Hans Fallada, Lion Feuchtwanger oder Friedrich Schiller bilden weiterhin einen Schwerpunkt im Verlagsverzeichnis. Langfristig geplante Editionen sind die Große Brandenburger Ausgabe der Werke Fontanes (GBA) in Verbindung mit der Theodor Fontane-Arbeitsstelle der Universität Göttingen, die Berliner Ausgabe der Werke Arnold Zweigs (seit 1996) und die anlässlich ihres 100. Geburtstags im Jahr 2000 erschienene Anna-Seghers-Gesamtausgabe in Verbindung mit der Universität Mainz.
Mit der Abteilung der DDR-Literatur leistet das Haus einen wichtigen Beitrag zur Weitergabe der Schriften aus den neuen Bundesländern. Andere Sparten wie der Kinderbuchsektor kamen hinzu, mit denen neue Leserkreise erreicht werden konnten. Seit Frühjahr 2000 erscheinen edierte Bilderbücher von Autoren und Illustratoren wie Rotraut Susanne Berner, Barbara Frischmuth, Norman Junge und Mario Giordano.
Im Bereich Belletristik publiziert der Verlag Werke der Klassischen Moderne, unter anderem von Franz Kafka oder Rainer Maria Rilke. Zeitgenössische Autoren deutscher und internationaler Literatur bei Aufbau sind unter anderem Polina Daschkowa, Nino Filastò, Lenka Reinerová, Thomas Lehr, Robert Schneider sowie Eva und Erwin Strittmatter; zu den Krimiautoren gehören Fred Vargas und Malla Nunn.
Im Sachbuchbereich erscheinen autobiografische Berichte, Zeitgeschichtliches, Texte zur Gesellschafts- und Kulturkritik, Biografien, Bildbände sowie Essays. Für die Leitung des Programmbereichs Politisches Buch konnte 2003 Michel Friedman gewonnen werden. Autoren der Sachbuchabteilung sind unter anderem Alfred Kerr, Victor Klemperer und Brigitte Reimann.
Der Aufbau Literaturkalender erschien 2012 im 45. Jahrgang.
Mit der Auflösung des Schriftstellerverbands der DDR 1991 übernahm der Aufbau-Verlag die 1953 gegründete Verbandszeitschrift neue deutsche literatur (ndl), um das Blatt so vor dem Aus zu retten. Seit 2004 erscheint das Magazin im Verlag Schwartzkopff Buchwerke in Berlin.
Die Zeitschrift Sinn und Form wird heute von der Akademie der Künste herausgegeben (sechsmal jährlich) und vom Aufbau Verlag vertrieben.

## Der heutige Aufbau-Verlag

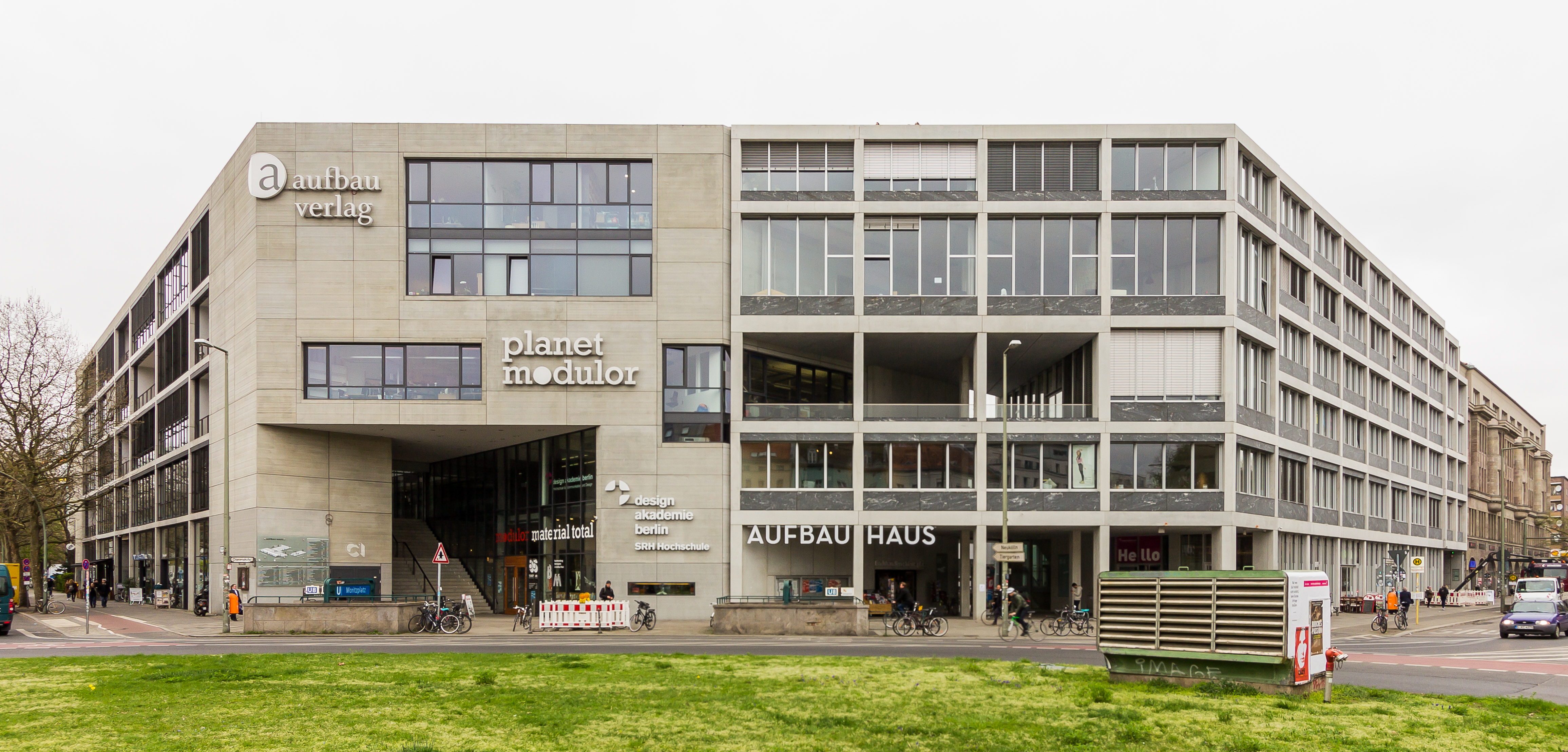
Das Aufbau Haus am Moritzplatz in Berlin-Kreuzberg ist seit 2011 Sitz des Aufbau-Verlags

Im Oktober 2008 übernahm der Unternehmer Matthias Koch den Aufbau Verlag mit allen Rechten von Bernd F. Lunkewitz und dem Insolvenzverwalter Joachim Voigt-Salus (Berlin). Im Februar 2009 verließ der Verlag sein bisheriges Domizil am Berliner Hackeschen Markt und zog in ein Übergangsquartier in der Kreuzberger Lindenstraße in Nachbarschaft des Jüdischen Museums (Victoria-Areal). Seinen endgültigen Standort bezog der Verlag im Mai 2011 im Aufbau Haus am Kreuzberger Moritzplatz. In das Zentrum für Kreative sind neben dem Aufbau Verlag, der Anderen Bibliothek und der Edition Braus auch eine Buchhandlung, ein Theater, ein Club und eine Galerie sowie der „Planet Modulor“, ein Kaufhaus für Künstlerbedarf eingezogen. Der Aufbau Verlag plant dort regelmäßige Veranstaltungen in Zusammenarbeit mit Künstlern, Autoren und Journalisten, um kulturelle Aktivitäten, soziale Projekte und Buchinhalte zusammenzuführen. Koch ist Teilhaber an einem Familienunternehmen, das in die Kreativindustrie investiert hat. Der ehemalige Gymnasiallehrer für Deutsch, Französisch und Literatur aus Mülheim an der Ruhr verwaltet als Geschäftsführer das Vermögen von privaten Investoren.
Im Januar 2014 trennten sich der Verlag und die beiden Geschäftsführer René Strien und Tom Erben aufgrund „unterschiedlicher Auffassung über die künftige strategische Ausrichtung“.  Gleichwohl hatten die langjährigen Geschäftsführer den Verlag gemeinsam mit Matthias Koch seit 2008 erfolgreich aus der Insolvenz geführt und neu positioniert. Unter die Ägide der Geschäftsführer fallen regelmäßige Platzierungen auf Empfehlungslisten sowie auf der SPIEGEL-Bestsellerliste, dort zum Beispiel mit Mark Twain Meine geheime Autobiographie oder Wie haben wir gelacht von Peter Ensikat und Dieter Hildebrandt. Internationale Überraschungserfolge wie Hans Fallada mit Jeder stirbt für sich allein oder Ernst Haffners Blutsbrüder, erschienen beim Metrolit-Verlag, haben gar einen Trend von Wiederentdeckungen in der Buchbranche eingeleitet. 2013 gelang es, den konzernunabhängigen Verlag in die schwarzen Zahlen zu bringen, der Verlag solle aber „mit mehr Qualität und weniger Mainstream in der Gewinnzone landen“.
Die verlegerische Leitung übernahm daraufhin Gunnar Cynybulk, zuvor stellvertretender Programmleiter von Aufbau Hardcover mit dem Label Blumenbar. Auf ihn folgte im September 2017  Constanze Neumann für die Programmbereiche Literatur und Sachbuch. Reinhard Rohn war weiterhin für Aufbau Taschenbuch und Rütten & Loening verantwortlich. Im Januar 2024 verließ Constanze Neumann den Verlag und im Februar 2024 schied Reinhard Rohn aus der Geschäftsführung aus. Alleiniger Geschäftsführer des Aufbau Verlags ist seitdem Matthias Koch, für das literarische Programm zeichnet die Prokuristin Stefanie Werk verantwortlich. Zum 1. September 2024 wurden Sebastian Unseld als CFO und zum 1. Oktober 2024 Heide Kloth als Verlegerin Mitglieder der Geschäftsleitung der Aufbau Verlage.